# Pfarrkirche Egg (Vorarlberg)

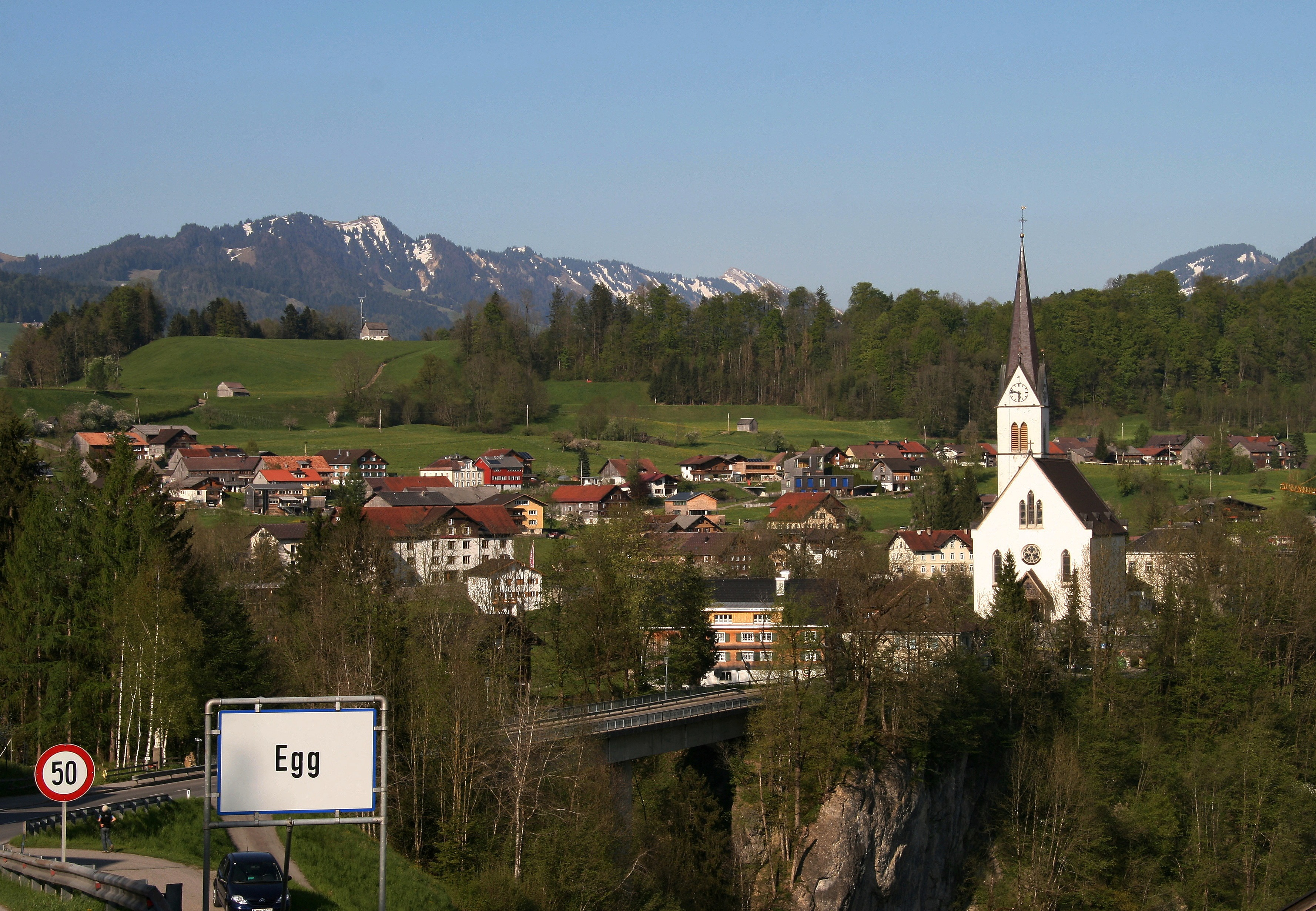
Kath. Pfarrkirche hl. Nikolaus in Egg, davor die Brücke über die Bregenzer Ach

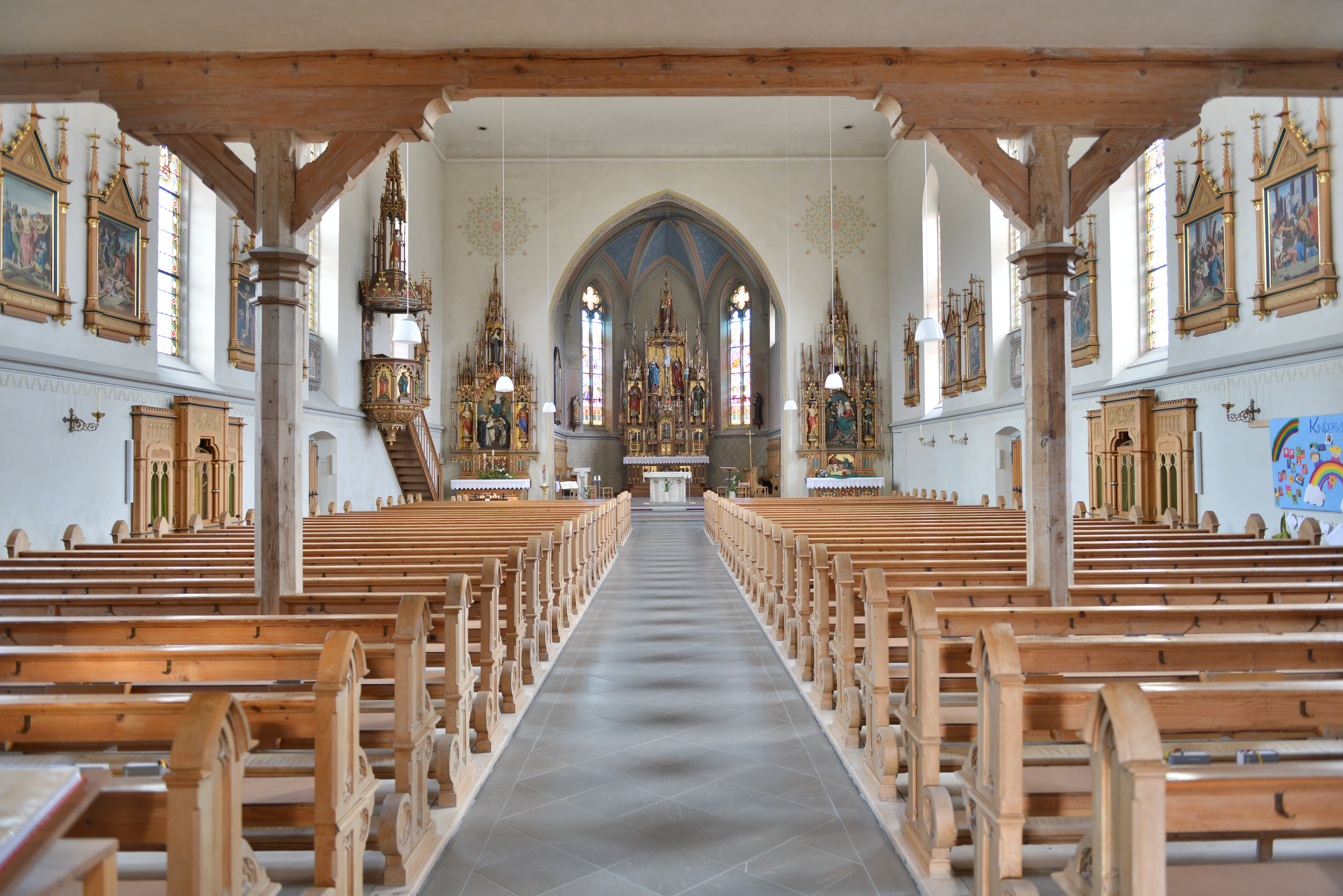
Unter der Orgelempore ins Langhaus zum Chor

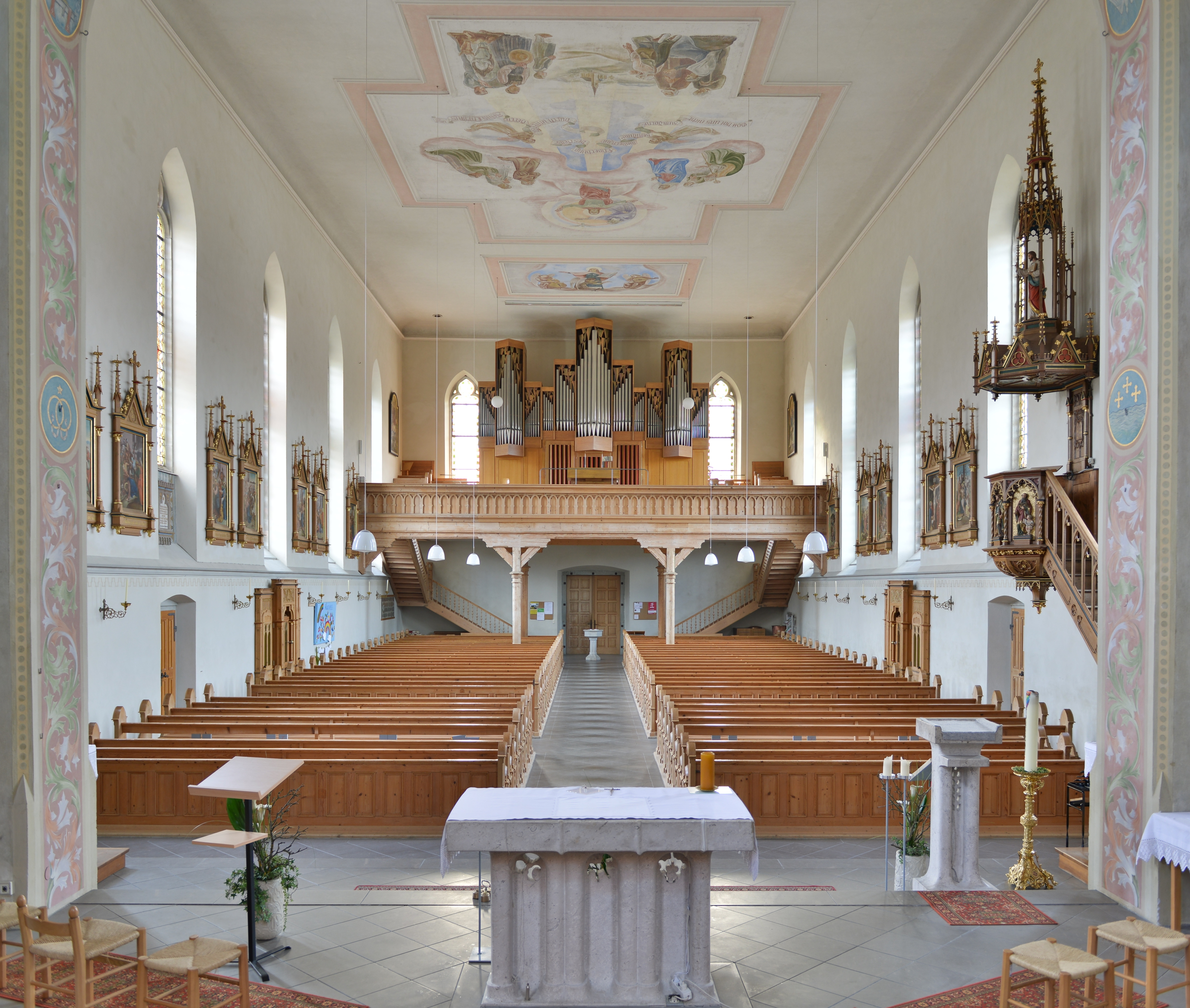
Vom Chor ins Langhaus zur Orgelempore

Die römisch-katholische Pfarrkirche Egg steht in der Marktgemeinde Egg im Bregenzerwald in Vorarlberg. Die Pfarrkirche hl. Nikolaus gehört zum Dekanat Hinterwald in der Diözese Feldkirch. Die Kirche steht unter Denkmalschutz.

## Geschichte
Nach der Demolierung der mittelalterlichen Kirche wurde in den Jahren 1890 bis 1892 ein Neubau nach den Plänen des Architekten Anton Gamperle unter dem Baumeister Fidel Kröner errichtet.

## Architektur
Der neugotische Saalbau mit hohem Satteldach und eingezogenem Chor hat einen Spitzhelmturm beim nördlichen Chor. Bei der Restaurierung von 1950 bis 1951 wurde die historisierenden Deckenmalereien mit Blumen und Ranken im Langhaus entfernt und im Chor belassen. Die Deckenmalerei mit Heiligen im Langhaus schuf Leo Sebastian Humer (1950/1951).

## Ausstattung
Die Inneneinrichtung ist aus den Jahren 1893 bis 1894. Hochaltar und Seitenaltäre sind vom Bildhauer August Valentin, die Figuren der Seitenaltäre von Bildhauer Alois Reich, die Kanzel vom Bildhauer Moriz Schlachter.
Die Kirche erhielt 1964 ein neues Orgelwerk von Rieger Orgelbau. Es hat 27 Register auf zwei Manualen und Pedal.

## Friedhof
Die Kirche ist vom Ortsfriedhof umgeben. Im Jahre 1927 wurde in der Friedhofsmauer längsseitig zur Kirche ein Kriegergedächtnisportal nach den Plänen des Architekten Kaspar Albrecht errichtet.